# Campo Gallo
Campo Gallo (früher: Hipólito Yrigoyen) ist die Hauptstadt des Departamento Alberdi in der Provinz Santiago del Estero im nordwestlichen Argentinien. Sie liegt im Nordosten der Provinz mitten im Chaco Austral, 242 Kilometer von der Provinzhauptstadt Santiago del Estero entfernt und über die Ruta Provincial 5 mit ihr verbunden. Campo Gallo ist ein Straßenkreuzungspunkt der genannten Straße mit den Rutas Provinciales 17 und 177. In der Klassifikation der Gemeinden der Provinz ist sie als Gemeinde der 3. Kategorie eingeteilt.

## Bevölkerung
Campo Gallo hat 5.455 Einwohner (2001, INDEC), das sind 34 Prozent der Bevölkerung des Departamento Alberdi.